# Big Sue
Big Sue o Sue, the Turtle fue el apodo de una afroamericana del siglo XIX propietaria de una taberna y burdel en el notorio Arch Block, que se extendía entre Grand Street y Broome Street en el 4.º Ward de Nueva York. Se pensaba que también estaba implicada en actividades delictivas.
Sue pesaba 350 libras (casi 160 kg) y un periodista contemporáneo la comparó con una gran tortuga negra erguida sobre sus patas traseras, lo que originó su apodo.

## Antro
El antro y burdel de Sue fue el primero en Nueva York en ofrecer servicios de burdel las 24 horas. Aunque el robo en las tabernas y saloons de la ciudad era rampante, Sue era considerada honesta, aunque las mujeres que trabajaban para ella no lo fueran en ocasiones. Se dice que una vez deambuló por las calles a la una de la madrugada tratando de conseguir cambio para un cliente que le había dado un billete de cien dólares. Al no poder obtener el cambio, entregó el dinero y el cliente a un policía, temiendo que el cliente estuviera tan borracho que pudiera perder el dinero o ser atracado.

## Disturbios Draft Riots de Nueva York
Durante los disturbios antirreclutamiento de Nueva York en 1863, el antro de Sue fue atacado por mujeres de Five Points. Sus chicas huyeron, pero Sue, demasiado gorda para poder correr, fue atacada y "terriblemente golpeada" por un grupo de irlandesas. Otras fuentes reclaman  que fue una de las cinco mujeres negras linchadas y colgadas de las farolas. El local fue saqueado y su licor confiscado y distribuido entre los alborotadores antes de que el edificio fuera destruido por la turba.